# مجموعة أديتيا بيرلا
مجموعة أديتيا بيرلا (بالإنجليزية:Aditya Birla Group) هي شركة هندية متعددة الجنسيات العملاقة، ومقرها في ورلي، مومباي، ماهاراشترا، الهند.  تعمل في 34 دولة مع أكثر من 120,000 موظف حول العالم. أسس المجموعة سيث شيف نارايان بيرلا عام 1857. وللمجموعة مصالح في الألياف الغذائية الأساسية، والمعادن، والأسمنت (الأكبر في الهند)، وغزل خيوط الفسكوز، والملابس ذات العلامات التجارية، وأسود الكربون، والمواد الكيميائية، والأسمدة، والعوازل، والخدمات المالية، والاتصالات. حققت المجموعة إيرادات بلغت حوالي 3,42,930 كرور روبية (48.3 مليار دولار أمريكي) في عام 2019. تفوقت المجموعة على مجموعة تاتا لتصبح أكبر تكتل هندي خاص بإيرادات تزيد قليلاً عن 110 مليار دولار أمريكي ورليانس للصناعات المحدودة بعائدات قدرها 90 مليار دولار أمريكي.

## روابط خارجية
- الموقع الرسمي